# Coagerus bouceki
Coagerus bouceki är en stekelart som beskrevs av John S. Noyes och Hayat 1984. Coagerus bouceki ingår i släktet Coagerus och familjen sköldlussteklar. Inga underarter finns listade i Catalogue of Life.